# Западная серая белка
Западная серая белка (лат. Sciurus griseus, «белка серая») — вид грызунов семейства беличьих. Западная серая белка в пределах рода Sciurus выделена в самостоятельный подрод Hesperosciurus.

## Описание
Самый крупный представитель рода белок. Общая длина тела составляет от 50 до 60 см, хвост длиной от 24 до 30 см, длина задних стоп — от 6,7 до 8,3 см, длина ушей — от 2,8 до 3,9 см, масса — от 520 до 942 г.
Половой диморфизм не выражен. Спина монотонно серебристо-серого окраса, брюхо чисто белое. Уши большие, кисточки на ушах отсутствуют. Хвост длинный. Вокруг глаз белое кольцо. Радужины жёлтые. Зубная формула: {\displaystyle I{1 \over 1}C{0 \over 0}P{2 \over 1}M{3 \over 3}=22}.

## Распространение
Вид распространён в Мексике и США как на равнине, так и в высокогорных регионах на высоте до 2500 м над уровнем моря. Встречается в дубово-хвойных редколесьях и в смешанных хвойных лесах, а также в смешанном лесу, сформированном из платана, тополя и грецкого ореха.

## Питание
Питается семенами хвойных пород деревьев (псевдотсуга Мензиса, пихта бальзамическая, ель ситхинская, эвкалипт шаровидный, родов Tsuga и Pinus). Осенью прячет некоторые шишки для использования их в зимний период. Также поедает семена, ягоды (Morus rubra, Phoradendron flavescens), почки, листья (Montia perfoliata, Stellaria media), кору, орехи (Juglans hindsii, Carya pecan, миндаль, сосна жёлтая, сосна Сабина, кипарис крупноплодный), жёлуди (Quercus lobata, Quercus kelloggii), крылатки (клён серебристый, вяз американский), серёжки (Quercus lobata), насекомые и грибы также идут в пищу.

## Размножение
Половая зрелость наступает в возрасте от 10 до 11 месяцев. Самцы могут оплодотворять самок только в конце второго года жизни.
Брачный период начинается в канун нового года. В более северных регионах из-за довольно долгой зимы он сдвигается к июню. Животные полигамны. После периода беременности продолжительностью примерно от 43 до 45 дней самка рождает от 2-х до 5-и детёнышей. Каждый весит примерно 15 г. Уход за ними осуществляет исключительно самка целых 3 месяца. Развитие детёнышей идёт медленно, по сравнению с другими белками. Таким образом они отлучаются от матери только в возрасте 3-х месяцев и не покидают своё гнездо в течение первых 6 недель жизни.

## Естественные враги
Естественными врагами вида являются кошка, краснохвостый сарыч, беркут и койот. Другими возможными хищниками являются ястреб-тетеревятник, виргинский филин, серая лисица, американская куница и илька. Другими факторами смертности являются болезни и столкновения с автомобилем.

## Значение
Пищевыми конкурентами вида выступают муравьиный меланерпес, калифорнийский суслик (Otospermophilus beecheyi) и завезённые виды лисья белка и каролинская белка. Лесозаготовительная деятельность и хищничество со стороны домашних кошек также представляет угрозу виду.